# 1506
1506 (MDVI) je bilo navadno leto, ki se je po julijanskem koledarju začelo na četrtek.

## Dogodki
- Machiavelli ustanovi prvo nacionalno italijansko vojsko (milico) v Firencah.
- Ustanovljeni Vatikanski muzeji.

## Rojstva
- 1. julij - Ludvik II. Jagelo, ogrsko-hrvaški in češki kralj († 1526)

Neznan datum
- Kodža Sinan Paša, veliki vezir Osmanskega cesarstva, († 1596)
- Mehmed Paša Sokolović, veliki vezir Osmanskega cesarstva († 1579)

## Smrti
- 19. avgust – Aleksander I. Poljski, poljski kralj in litovski veliki knez (* 1461)
- 26. avgust - Sesshu Toyo, japonski zen budistični menih, slikar in estetik (* 1420)

Neznan datum
- Satilgan, sultan Kasimskega kanata (* neznano)